# Музей меблів та порцеляни
Музей меблів та порцеляни — спеціалізований музей декоративно-вжиткового мистецтва, що розташований у Львові на площі Ринок, 10. Музей є філією Музею етнографії та художнього промислу ІН НАН України. Це єдиний музей меблів в Україні.

## Фонди
Музей нараховує близько 680 зразків меблів. Фонди почали формуватися з моменту заснування у 1874 році Львівського промислового музею. За статутом цього музею, він створювався насамперед для львівських ремісників, які могли б тут вивчати надбання минулих століть, вдосконалювати свої знання і майстерність при виготовленні власних виробів. Концепція музею, за якою той мав стати своєрідною колекцією зразків, вплинула на характер зібрання, у якому переважають поодинокі предмети, що представляють основні стилістичні напрямки, властиві розвитку декоративно-прикладного мистецтва у Європі з XVI до початку XX ст. До музейної колекціївходять також твори західноукраїнських і львівських меблярів. З листопада 1977 року колекція експонується в колишньому палаці князів Любомирських за адресою пл. Ринок, 10.
Фонд художнього металу нараховує понад п'ять тисяч експонатів та складаєть з двох колекцій, що походять з Міського промислового музею та Музею НТШ. Тут представлено твори майстрів з України, Західної Європи, країн Далекого Сходу. У музеї серед експонатів можна побачити залізні ґрати, художньо виконані замки, мідний та олов'яний посуд, освітлювальні прилади, карбовані шати для ікон, дзвони. Цінною частиною колекції є металеви вироби XVII—XIX століть, створені галицькими єврейськими майстрами.
Багато експонатів походять з Гуцульщини, яка була важливим осередком художньої обробки металу на українських теренах у ХІХ — на початку XX століття. У музейній збірці вироби з сіл Брустурів, Річка, Яворів на Косівщині, Жаб'є на Верховині, Дехтинець та Путила на буковинській частині Гуцульщини. Гуцульські експонати походять з колекції Музею НТШ.
У музеї представлена чимала колекція порцеляни, фаянсу, майоліки і художнього скла, що складається з понад 11 тисяч єкспонатів, різноманітних за стилями, часом і місцем виготовлення, матеріалом та прийомами декорування. Хронологічні рамки цього зібрання охоплюють період з XVI до початку XX століття.
Представлена в музеї й українська промислова кераміка. Насамперед це вироби з мануфактур в Корці (кінець XVIII — початок XIX ст.), Баранівці (перша третина XIX ст.), Городниці (середина XIX ст.), Волокитино (XIX ст.). Фаянсові вироби походять з Глинсько, Любича Королівська, Потелич, Пациків та ін.
Музей має також зразки порцеляни найвідоміших західноєвропейських мануфактур, таких як Майсенська, Берлінська, Віденська, Севрська мануфактури. В експозиції є також твори з Данії, Італії, Іспанії, Голландії, Чехії, Угорщини, Польщі, а також Китаю, Японії та Ірану.
Італійська майоліка представлена виробами XVI—XVII століття з Урбіно, Кастель Дуранте, Кастелі, фаянсами XVIII століття з Руану, Марселя і Страсбурга. Найчисельніше представлені вироби Майсенської і Віденської мануфактур різних періодів.